# Gestión empresarial en Japón

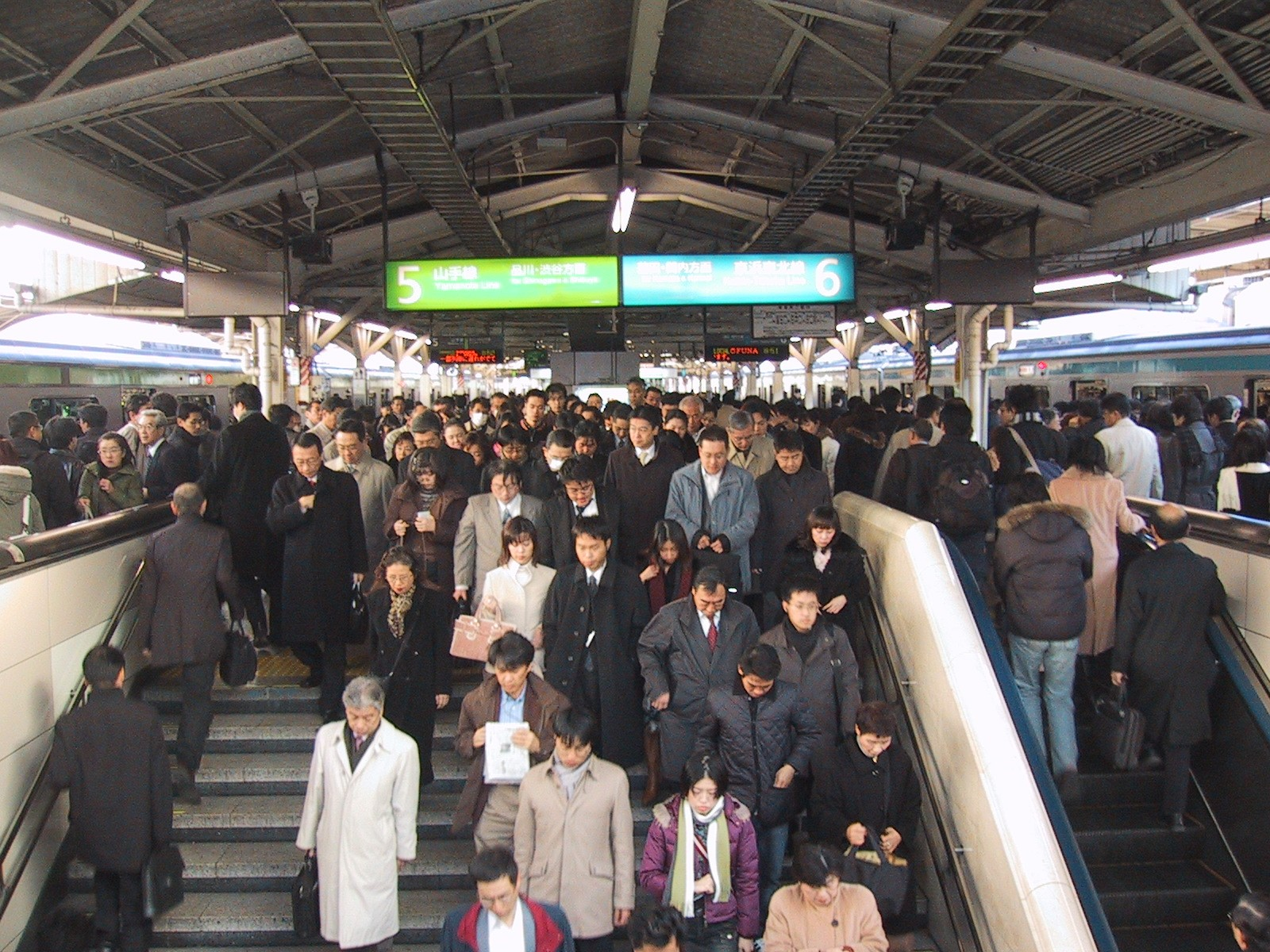
El Japón Moderno

La  cultura japonesa en Gestión Empresarial  a menudo es interpretada en Occidente solo por las grandes corporaciones del Japón y se caracteriza por proporcionar a sus trabajadores buenos salarios, seguridad en el empleo y un gran interés en la mejora del clima laboral.
Estas empresas y sus empleados son la élite empresarial de Japón por lo que las nuevas generaciones en Japón sueñan con una carrera en estas empresas, pero solo unos pocos alcanzan esos puestos de trabajo. La calificación para estos empleos se limita a pocos hombres y mujeres que se gradúan de las treinta mejores universidades en Japón.

## Estudios de gestión japonesa en India
Mientras que la gestión japonesa siempre ha sido un tema de gran interés en todo el mundo, particularmente los conceptos y filosofías como el Just in Time, Kaizen y Control de calidad, en los últimos tiempos ha habido un considerable interés en India por la gestión japonesa. Esto se debe principalmente a la creciente cooperación económica bilateral. La popularidad de estos estudios de la gerencia japonesa en la India ha crecido debido a la demanda de profesionales calificados que puedan responder eficazmente en las empresas japonesas en India.

## El estilo gerencial
El término japonés "hourensou" se refiere a atributos importantes que caracterizan el flujo de información y colaboración dentro de la cultura corporativa japonesa. "Genchi genbutsu" se refiere a "ensuciarse las manos", para identificar o resolver problemas inmediatos y sus líderes no están exentos de estos.
Mohammed Ala y William Cordeiro (1999) describe el proceso de "decisión" japonés de "ringiseido". "Ringiseido” como una oportunidad de igual rango entre directivos y empleados de un grupo dentro de la empresa para participar en una idea. El proceso se adhiere a la voluntad cultural japonés de la "armonía" entre todos los individuos. La acción física de "ringiseido" se conoce como el "proceso de decisión ringi". El "proceso de toma de decisiones de ringi" promueve un ambiente de apoyo y consenso para una decisión una vez que un directivo de rango superior ha revisado y aceptado la decisión recomendada.
El término de "ringi" tiene dos significados. El primer significado "rin," es presentar una propuesta a los supervisores y recibir su aprobación, y el significado de “gi" que son las deliberaciones y decisiones a tomar.
La "" Política Corporativa "" no está claramente definida por la Dirección Ejecutiva de una empresa japonesa, por el contrario, los gerentes en todos los niveles por debajo de los ejecutivos deben elevar decisiones al siguiente nivel excepto en " decisiones de rutina" y el proceso de "toma de decisiones de ringi" se lleva a cabo a través de un documento llamado "ringisho". El "ringisho" es creado y distribuido por la persona que creó la idea y llega a un compañero para su revisión, donde su interlocutor pone su "sello personal " (hanko).
Una vez que todos los participantes han revisado el "ringisho" y sus comentarios sobre "ringisho" y ponen su "hanko" en él. El administrador de nivel superior hace "la decisión definitiva" y el "ringisho" se envía hacia su creador que la revisa, basado en el "hanko" del Director de nivel superior (p. 22-23).

## Los siete espíritus
Tony Kippenberger (2002) explica los valores de liderazgo que están profundamente arraigados en la cultura empresarial japonesa. Estos valores fueron creados por Konosuke Matsushita, el prominente empresario fallecido de Electric Company de Matsushita, que se preocupaba profundamente por los empleados de su empresa como si fueran familia.
Matsushita creía firmemente que una empresa tan grande como la suya era responsable de ayudar a toda la sociedad a prosperar y no simplemente a los propietarios de la empresa. En 1933 Matsushita, durante la gran depresión, creó siete "principios":
- Servicio al público –proporcionar productos de alta calidad y servicios a precios razonables, contribuimos al bienestar de la población;

- Imparcialidad y honestidad – ser justo y honesto en todos nuestros negocios y conducta personal;

- Trabajo en equipo para una causa común – juntar habilidades, basados en el manual, la confianza y el respeto;

- Unir esfuerzo para la mejora – nos esforzaremos constantemente para mejorar nuestras acciones personales y corporativas;

- Cortesía y humildad –respetar los derechos y necesidades de los demás;

- Estar de acuerdo con las leyes naturales – vamos a cumplir con las leyes de la naturaleza y adaptarnos a las condiciones cambiantes que nos rodean;

- Gratitud por las bendiciones – siempre estar agradecidos por todas las bendiciones que hemos recibido;

Los "principios rectores" fueron "notables por su tiempo." Los siete principios son utilizados por la compañía de Matsushita hoy y sirven como principios para otras empresas japonesas. Debido a que los "principios rectores" son declaraciones y una extensión de los valores culturales japoneses en los negocios ( Los siete espíritus de Matsushita') .(p.71-72).

## La Gestión en pequeñas empresas
En compañías más pequeñas, se desarrolló una cultura corporativa totalmente diferente. Similar al sistema  Meister de Alemania, donde nuevos reclutas se colocan debajo de los más calificados o especialistas y pasan años aprendiendo una técnica donde están entrenados para desarrollar una comprensión en áreas específicas en lugar de una formación profunda en áreas más amplias como en una corporación más grande.
Aprenden a producir un trabajo de mayor calidad utilizando algunas herramientas simples y no las avanzadas herramientas industriales.